# Амазоне (бронепалубен крайцер, 1900)
Амазоне (на немски: SMS Amazone) е немски бронепалубен крайцер от времето на Първата световна война, шестия поред кораб от серията крайцери на типа „Газеле“, построени за Имперския германски флот. В 1899 г. е заложен на стапелите на корабостроителницата „Germaniawerft“ в Кил, спуснат на вода през октомври 1900 г.,а през ноември 1901 г. влиза в състава на Хохзеефлоте (Флота на откритото море). Въоръжен е с батарея от десет 105 mm оръдия и два 450 mm торпедни апарата. Развива скорост от 21,5 възела (39,8 km/h).
В мирните години служи в разузнавателните сили на Хохзеефлоте. След началото на Първата световна война, през август 1914 г., става кораб на бреговата отбрана. В 1916 г. е разоръжен и използван като учебен кораб. През 1917 г. е преобразуван на плаваща казарма. След края на войната остава в състава на Райхсмарине (флота на Ваймарската република) и в 1920 се връща на активна служба. След 1931 г. носи спомагателна служба и до 1950-те е плащаща казарма. През 1954 г. е предаден за скрап.

## Описание
„Амазоне“ е заложен по договор „F“, корпусът е заложен в „Germaniawerft“ 1899 г. Спуснат на вода на 6 октомври 1900 г., след което започват довършителните работи. На 15 ноември 1901 влиза в състава на флота на откритото море. Корабът е 105,1 m дълъг, 12,2 m широк, с газене от 4,11 m, водоизместимост 3082 t при пълно бойно натоварване. Двигателната установка се състои от две „Компаунд“ трицилиндрови парни машини производство на AG-Germania. Тя развива мощност от 8 хиляди к.с. (6 kW). Корабът развива скорост от 21,5 възела (39,8 km/h). Парата за машините се образува в десет водотръбни котли „военноморски“ тип. Крайцерът може да носи 560 тона въглища, което осигурява далечина на плаване 3560 морски мили (6610 km) на скорост в 10 възела (19 km/h). Екипажът се състои от 14 офицера и 243 матроса.
Въоръжението на крайцера са десет 105 mm скорострелни оръдия система SK L/40 на единични лафети. Две оръдия са в редица на носа, шест по бордовете, по три на всеки борд и две в редица на кърмата. Общият боекомплект е 1000 изстрела, по 100 на оръдие. Оръдията са с прицелна далечина на стрелбата 12 200 m. Също така корабът е въоръжен с два 450 mm подводни торпедни апарати с общ запас от пет торпеда.. Корабът е защитен от бронирана палуба дебела от 20 до 25 mm. Дебелината на стените на рубката е 80 mm, оръдията са защитени с тънки щитове с 50 mm дебелина.

## История на службата
След влизането в състава на Хохзеефлоте „Амазоне“ служи в разузнавателните сили на флота. 1902 г. той е приписан към дивизията крайцери на 1-ва ескадра на германския вътрешен флот. Дивизията се състои от броненосният крайцер „Принц Хайнрих“ (флагман), бронепалубните крайцери „Виктория Луизе“ и „Фрейя“ и леките (според немска класификация) крайцери „Хела“ и „Ниобе“ и участва в летните маневри на флота август-септември 1902 г.. През 1905 корабите от класа „Газеле“ – „Ариадне“ и „Медуза“ заменят „Хела“ и „Ниобе“. „Амазоне“ продължава да служи като разузнавач до началото на първата световна война в август 1914 г., после ролята му е съкратена до кораб на бреговата отбрана.
На 8 май 1915 г. по време на патрулиране до нос Аркона „Амазоне“ е атакувана от британската подводница Е1. Тя изстрелва торпедо от дистанция 1100 m, но не уцелва. На 9 септември друга британска подлодка – Е18 – също безуспешно атакува „Амазоне“ в хода на битката за Рижкия залив.
1916 г. „Амазоне“ е разоръжен и използван като базов учебен съд за военноморски кадети. На следващата година е преобразуван в плаваща казарма и се намира в Кил до края на войната. Съгласно Версайския договор Германия си оставя шест леки крайцера. „Амазоне“ влиза в състава на новоорганизираната Райхсмарине. В периода 1921 – 23 г. кораба преминава през сериозна модернизация в корабостроителницата на флота във Вилхелмсхафен. Носът е преправен в клиперов тип нос, което увеличава общата дължина на кораба до 108, 7 m. Старите 105 mm оръдия система SK L/40 са заменени с по-новите система SK L/45 на опори по типа на подводния флот. Поставени са два 500 mm торпедни апарата с палубни пускатели.
„Амазоне“ служи в Райхсмарине от 1923 до 1930 г.. През 1926 г. командването на кораба поема корветенкапитан (капитан 3-ти ранг) Алфред Заалвахтер, бъдещ адмирал по време на Втората световна война. На 31 март 1931 г. „Амазоне“ е изваден от списъците на флота. По-късно кораба се използва в качеството на плаваща казарма за комисията за прием на екипажи за подводници в Кил, а след това като спомагателен съд за група подводници за управление и проверка на строителството на корабите. „Амазоне“ преживява и новата война и след 1945 г. служи като плаваща казарма в Бремен. 1954 г. старият крайцер е разкомплектован за метал в Хамбург.

## Коментари
1. ↑  Префиксът „SMS“ е от на немски: Seiner Majestat Schiff (Кораб на Негово Величество).
2. ↑  Германските кораби при началото на тяхното строителство получават временни имена. За новите кораби се избират букви. Тези кораби, които трябва да заменят стари или загубени кораби получават приставката „Ерзац“ пред името на заменяемия кораб.
3. ↑  Съгласно номенклатурата на артилерията на флота на Германската империя „SK“ (Schnelladekanone) означава „скорострелно оръдие“, а L/40 означава сравнителната дължина на оръдието в калибри. В дадения случай L/40 означава, че дължината на оръдието съставлява 40 негови калибра (105 × 40).